# 赤井直正
赤井直正（日语：／ Akai Naomasa，1529年—1578年4月8日），日本戰國時代及安土桃山時代的武將。通稱「惡右衛門」。赤井時家的次男，兒子為直義。赤井氏實質的領導者，丹波國冰上郡的豪族，《甲陽軍鑑》稱讚其為「有名的武士」，與德川家康、長宗我部元親、松永久秀等人並稱。

## 簡歷

### 早期
赤井氏在直正之兄赤井家清時代，支配冰上郡全域，勢力獲得成長，於是將次男直正送至赤井氏同族，黑井城（兵庫縣丹波市春日町）的荻野氏作為養子，同時改姓荻野。天文23年（1554年），將外叔父荻野秋清殺害後，奪取黑井城，因此被稱為「惡右衛門」。
直正的正室為波多野元秀之女，但不久死去。之後迎娶近衛稙家之女，前關白近衛前久之妹作為繼室，兩人育有一女。
弘治3年（1557年），兄長家清在與三好氏家臣松永長賴（即内藤宗勝）作戰中，因傷重死去。直正成為黑井城年幼的少主，外甥忠家的後見人，並統帥赤井一族。
永祿元年（1558年），消滅天田郡的荒木尚雅，成功擴大勢力。永祿8年（1565年），進攻横山城的鹽見賴勝。當時，丹波國內最有勢力的豪族包括赤井、內藤和波多野，分別佔據冰上、船井和多紀郡，其中以波多野氏勢力最大。永祿8年（1565年）8月，赤井氏和內藤氏為爭奪領地，於和久鄉爭戰不休，結果赤井氏在波多野氏的援助下獲勝。內藤宗勝沿著橫山、奈賀山、和久、桐村、牧氏等地退卻，但直正帶兵緊追不捨，直到把宗勝殺死。此戰後，直正因勇猛獲得「丹波的赤鬼」美名。

### 與織田氏作戰
永祿13年（1570年）3月，赤井的本家忠家降於織田信長，獲贈3郡所領得到安堵。元龜2年（1571年）擊退進攻冰上郡的山名祐豐，並順勢進攻山名氏的此隅山城、竹田城。祐豊向信長求援，信長於是於天正3年（1575年）10月，指派明智光秀進攻丹波。
此時，赤井直正進攻與吉川元春達成和議的太田垣輝延防守的竹田城，明智光秀圍攻黑井城以壓制赤井，但由於八上城的波多野秀治叛變，致使光秀敗走（黑井城之戰）。之後，直正等赤井一族及波多野氏頑強抵抗，成功擊退光秀率領的織田軍。
但天正6年（1578年）3月，直正50歲時病死。嫡男直義僅僅9歲，由叔父赤井幸家擔任赤井家的總指揮繼續抵抗；但織田軍由丹羽長秀和羽柴秀吉協助光秀的丹波攻略。天正7年（1579年）光秀再度進攻黑井城，由於八上城已落，幸家只能以1700寡兵對抗5700大軍，寡不敵眾，黑井城陷落，織田氏就此平定丹波。